# Маджаровско клане
Маджаровско клане, известно още като масово избиване на над 1800 етнически българи през 1913 година, е историческо събитие, свързано с последствията от състоялата се същата година Междусъюзническа война.
Съгласно слючения на 16 септември 1913 г. (29 септември по нов стил) Цариградски мирен договор между Царство България и Османската империя, Царство България губи територии от Одринска Тракия. Въпреки наличието на клауза в договора, позволяваща на българите да се завърнат в Източна Тракия и по техните родни места, същата остава неизпълнена, тъй като Одринското съглашение от ноември 1913 г. отменя правото на източнотракийските българи (70 000 души) да се завърнат по домовете си в Одринския и Лозенградския санджак, като същите територии са заселени с турски бежанци от онези територии, попадащи в Царство България (около 30 000 души). Тази уредба в отношенията на Царство България и Османската империя бива впоследствие утвърдена окончателно с Ангорския договор през 1925 г. Хиляди българи бежанци са принудени от обстоятелствата и се насочват към новите граници на тяхната родина.
На 4 октомври 1913 г. турският башибозук умъртвява повече от 1800 българи, предимно жени, деца и възрастни хора, в непосредствена близост до сегашния град Маджарово.
През 1918 година академик Любомир Милетич, съпоставя тракийските кланета с Баташкото клане. „Но Батак е само едно село, а само в Западна Тракия са извършени масови кланета в цели 17 села. Особено потресаващи са жестокостите край Маджарово“, посочва академик Любомир Милетич в написаната от него и посветена на тези събития книга „Разорението на тракийските българи през 1913 година“, издадена за първи път през 1918 година. Клането на българи край Маджарово се извършва само ден след избиването на двеста пеленачета в намиращата се недалеч Илиева нива.